# 162 г. пр.н.е.
162 (сто шестдесет и втора) година преди новата ера (пр.н.е.) е година от доюлианския (Помпилийски) римски календар.

## Събития

### В Римската република
- Консули са Публий Корнелий Сципион Назика Коркул и Гай Марций Фигул.
- Двамата консули са принудени да се оттеглят поради предполагаема грешка при извършването на религиозните ритуали за встъпването им в длъжност.[1]
- Суфектконсули стават Публий Корнелий Лентул и Гней Домиций Ахенобарб.[1]
- Държаният като заложник Деметрий успява да избяга от Рим с помощта на Полибий, който също е държан като ахейски заложник, и посланика на египетския фараон Менил, който му осигурява кораб.[1]

### В Азия
- Пратеникът на Рим Гней Октавий е убит в Лаодикея и макар уверенията на селевкидския регент Лизий подозрения падат и върху неговото управление.[1]
- Деметрий пристига в Сирия и успява да завземе властта като Антиох V Евпатор и регента Лизий са екзекутирани.[1][2]
- Възползвайки се от междуособиците сатрапът на Медия Тимарх се обявява за цар.[2]

### В Африка
- Териториални спорове между нумидийския цар Масиниса и Картаген.[2]

## Починали
- Антиох V Евпатор, владетел от династията на Селевкидите
- Лизий, селевкидски генерал и управител на Сирия
- Гней Октавий, римски политик